# Silene vidaliana
Silene vidaliana är en nejlikväxtart som beskrevs av Carlos Pau och Font Quer. Silene vidaliana ingår i släktet glimmar, och familjen nejlikväxter. Inga underarter finns listade i Catalogue of Life.